# Řád Cyrila a Metoděje
Řád Cyrila a Metoděje (bulharsky: Орден «Кирил и Методий») byl řád Bulharské lidové republiky založený roku 1950. Navazoval na zrušený řád z dob Bulharského carství. Udílen byl za úspěchy v oblasti vzdělávání, vědy a kultury.

## Historie a pravidla udílení
Řád byl založen výnosem prezidia Národního shromáždění č. 649 ze dne 13. prosince 1950. Spolu s ním byly založeny i další řády a to Řád rudého praporu práce, Řád rudého praporu a Řád mateřská sláva. Nahrazoval zrušený Královský řád svatých Cyrila a Metoděje, který byl udílen v dobách Bulharského carství od roku 1909. V názvu řádu bylo v souladu s komunistickou doktrínou vypuštěno slovo svatých. Byl udílen občanům Bulharska i cizím státním příslušníkům za jejich plodnou činnost ve vzdělávací, kulturní či vědecké oblasti a za velké zásluhy v oblasti vzdělávání bulharského lidu. V hierarchii řádů Bulharské lidové republiky se nacházel na sedmém místě po Řádu třinácti století Bulharska a před Řádem Madarského jezdce. 
Po pádu komunistického režimu byl řád dne 5. dubna 1991 zrušen. Do té doby byl udělen ve 48 200 případech. V roce 2003 jej nahradil Řád svatých Cyrila a Metoděje, který navazoval na tradici královského řádu.

## Třídy
Řád byl udílen ve třech třídách:
- I. třída
- II. třída
- III. třída

## Insignie
Řádový odznak měl tvar kruhu o průměru 36 mm. Na přední straně byl vyobrazen Cyril s Metodějem, jeden držící knihu a druhý rozložený pergamen s prvními písmeny hlaholice А, Б, В, Г. V horní části byla malá pěticípá hvězda s připojeným očkem, kterým byl provlečen kroužek spojující odznak se stuhou nataženou na kovové destičce ve tvaru pětiúhelníku.
V případě I. třídy byla medaile vyrobena ze žlutého kovu s červeně smaltovaným pozadím. Červeně smaltovaná byla i hladká zadní strana medaile. Odznak II. třídy byl vyroben z bílého kovu s modře smaltovaným pozadím. Smaltem stejné barvy byla pokryta i zadní strana medaile. Medaile třetí třídy byla vyrobena z bílého kovu s bíle smaltovaným pozadím a zadní stranou medaile.

Stuha byla světle modrá a pokrývala kovovou destičku ve tvaru pětiúhelníku. Řád se nosil nalevo na hrudi.

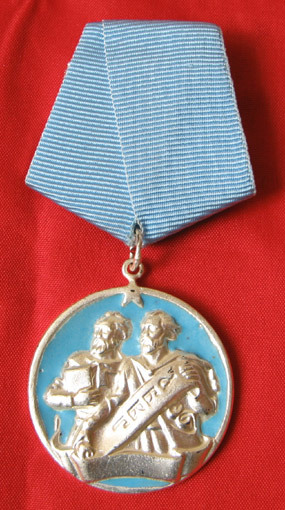
Řád II. třídy
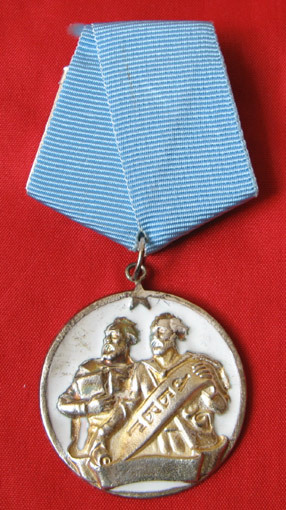
Řád III. třídy